# Notospermus geniculatus
Notospermus geniculatus är en djurart som tillhör fylumet slemmaskar, och som först beskrevs av Delle Chiaje 1828.  Notospermus geniculatus ingår i släktet Notospermus, klassen Anopla, fylumet slemmaskar och riket djur. Inga underarter finns listade i Catalogue of Life.

## Bildgalleri

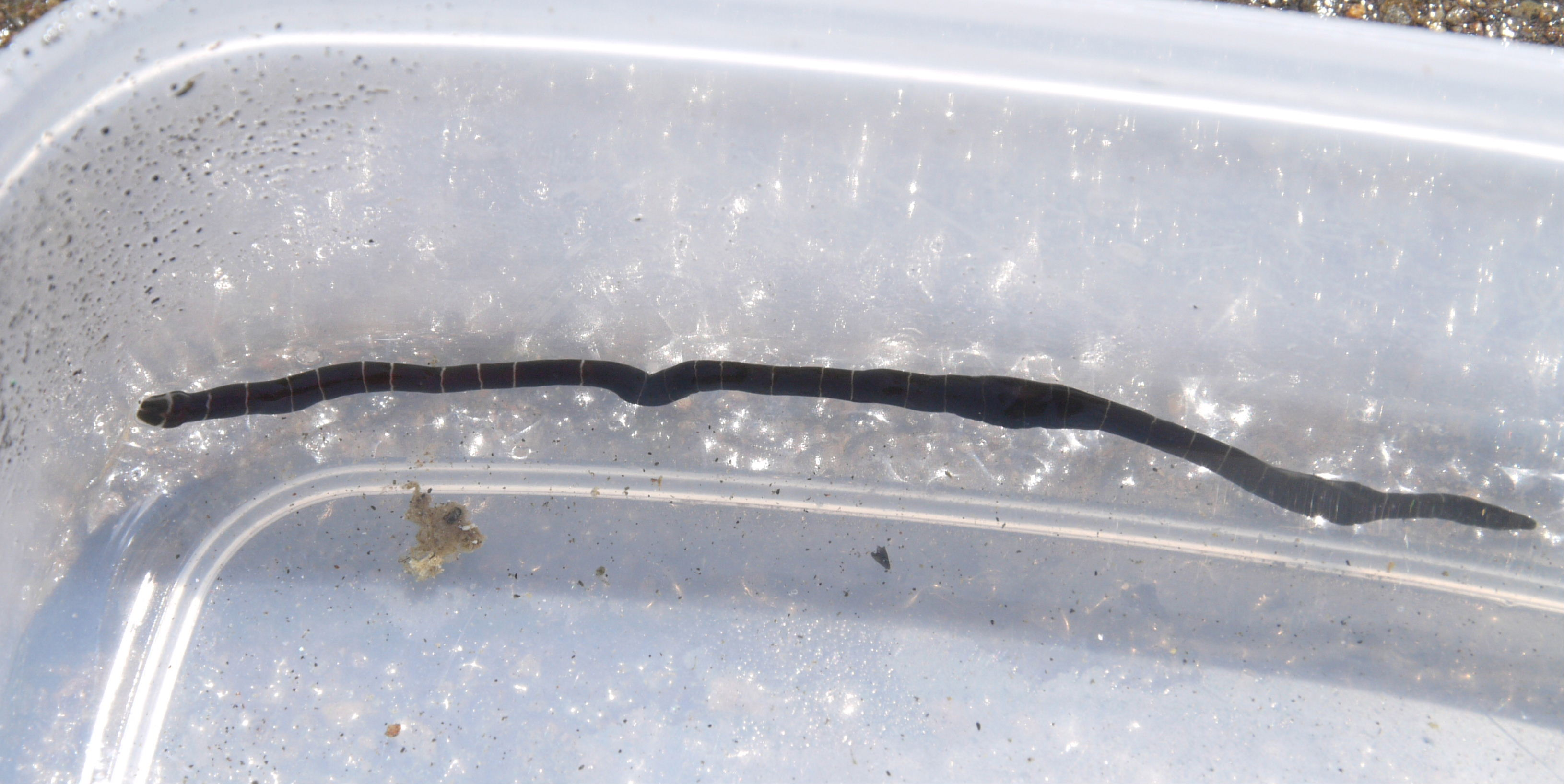
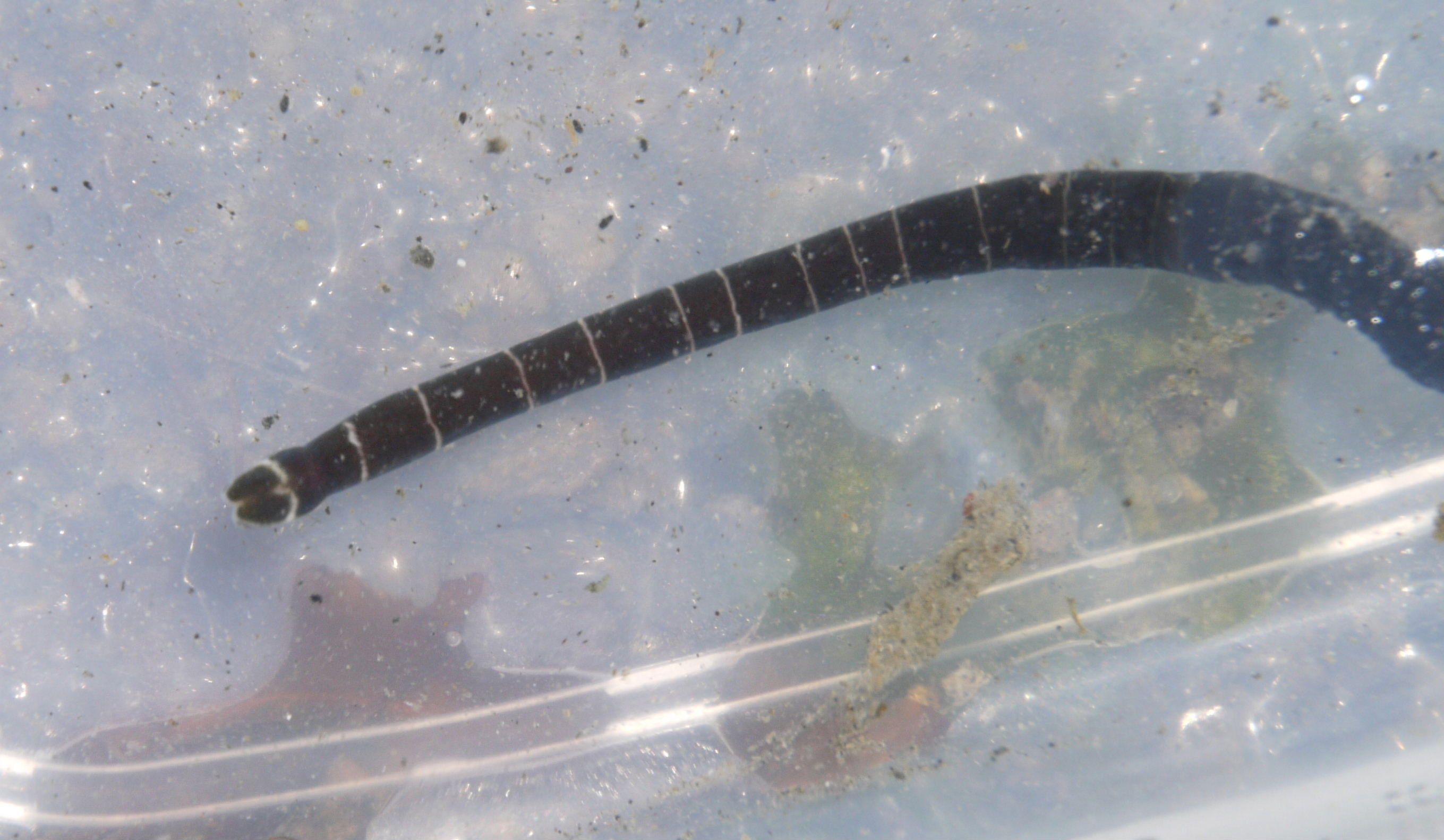